# Ił-78
Ił-78 (ros. Ил-78) – radziecki tankowiec powietrzny  zaprojektowany w biurze konstrukcyjnym Iljuszyn będący modyfikacją samolotu transportowego Ił-76.

## Wersje
- Ił-78 – tankowiec wyposażony w trzy instalacje do podawania paliwa przewodem giętkim UPAZ-1A (dwie podskrzydłowe i jedna na lewym końcu kadłuba), po usunięciu wewnętrznych zbiorników mogą pełnić rolę samolotów transportowych. Alternatywne oznaczenie Ił-78T.
- Ił-78M – tankowiec z trzema zasobnikami UPAZ-1M, trwale zmontowane zbiorniki paliwa.
- Ił-78ME – oznaczenie eksportowe Ił-78M.
- Ił-78MKI – wersja Ił-78M dla Indii z izraelskimi zasobnikami do tankowania.
- Ił-78MP – uniwersalne samoloty transportowo-tankujące z zapasów ukraińskich sprzedane Pakistanowi z zasobnikami UPAZ i wysuwalnymi zbiornikami paliwa.

## Użytkownicy
- Wojskowe Siły Powietrzne (ZSRR) – 34
  -  Siły Powietrzne Federacji Rosyjskiej – 19
  -  Siły Powietrzne Ukrainy – 0 (20 po rozpadzie ZSRR)
    -  Algierskie Siły Powietrzne – 5 (z 6, ex-ukraińskie)
    -  Pakistańskie Siły Powietrzne – 4 (ex-ukraińskie)
    - cywilne lotnictwo transportowe
- Indyjskie Siły Powietrzne – 6